# أغكند (طغامين)
أغکند (بالفارسية: آغکند) هي قرية تقع في إيران في قسم طغامین الريفي. يقدر عدد سكانها بـ 190 نسمة .